# Colibrí cua de fulla del Perú
Ocreatus peruanus és una espècie d'ocell de la família dels troquílids (Trochilidae) que rep en anglès el nom de "Peruvian racket-tail" (colibrí cua de fulla del Perú).

## Hàbitat i distribució
Habita selva i boscos de les zones andines de l'est de l'Equador i nord-est del Perú.